# Stenomys vandeuseni
Il ratto montano della Nuova Guinea di Van Deusen (Stenomys vandeuseni  Taylor & Calaby, 1982) è un roditore della famiglia dei Muridi endemico della Nuova Guinea.

## Descrizione
Roditore di medie dimensioni, con la lunghezza della testa e del corpo tra 120 e 160 mm, la lunghezza della coda tra 125 e 152 mm, la lunghezza del piede tra 30,5 e 31,2 mm, la lunghezza delle orecchie tra 18,9 e 20,7 mm e un peso fino a 88 g.

La pelliccia è soffice. Le parti superiori sono marrone scuro, con una tinta di color ruggine. Le vibrisse raggiungono i 50 mm. Le orecchie sono marroni e finemente ricoperte di peli. I fianchi sono più rossicci. Le parti inferiori sono più chiare, con la punta dei peli giallo-rossiccia. Le parti dorsali dei piedi sono cosparse di peli bianchi e marroni. La coda è più lunga della testa e del corpo, è uniformemente marrone e ha 12-13 anelli di scaglie per centimetro. Le femmine hanno due paia di mammelle inguinali.

## Biologia

### Comportamento
È una specie terricola.

## Distribuzione e habitat
Questa specie è diffusa nell'estrema parte sud-orientale della cordigliera centrale della Nuova Guinea.
Vive nelle foreste umide primarie tropicali montane sopra i 1.300 metri di altitudine.

## Conservazione
La IUCN Red List, considerato l'areale limitato e seriamente frammentato e il continuo declino della qualità del proprio habitat, classifica S.vandeuseni come specie in pericolo (EN).